# Heliga förbönskyrkan, Michnievičy
Heliga förbönskyrkan (belarusiska: Свята-Пакроўская царква; translitteration: Svjata-Pakrowskaja tsarkva) är en belarusisk-ortodox kyrkobyggnad belägen vid en kyrkogård i den västra delen av byn Michnjievičy, i distriktet Smarhonski rajon i Hrodna voblast, i nordvästra Belarus.
Kyrkan är helgad åt Guds Moders Beskydd och tillhör Lida stift i den Belarusisk-ortodoxa kyrkan.

## Historik
Heliga förbönskyrkan i Michnjievičy byggdes 1866 och är stämplat som ett monument.

## Kyrkan
Kyrkan är byggd i rysk stil.
Klocktornet har tre våningar.

## Bilder

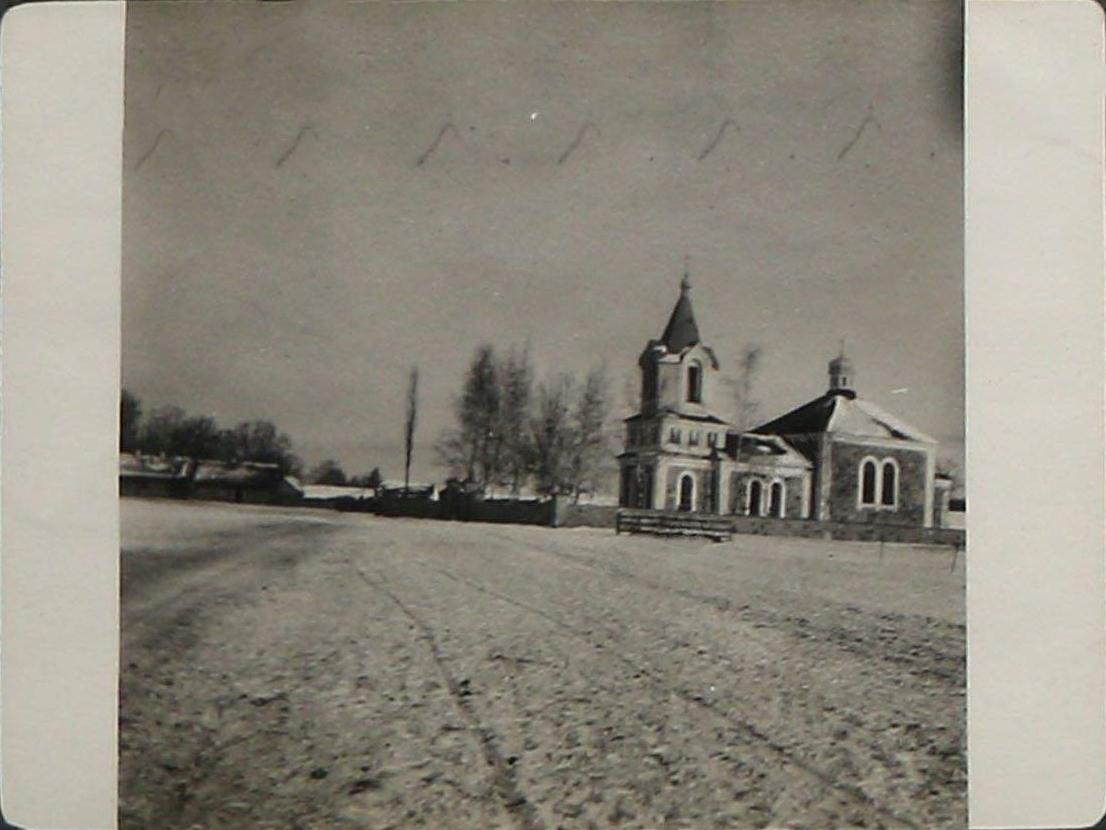
Kyrkan i november 1915.

### Allmänna källor
- Свята-Пакроўская царква (Міхневічы) - Архіварта — Партал спадчыны Беларусі (archivarta.by)
- Михневичи (globustut.by)
- Царква Покрыва Прасвятой Багародзіцы | вёска Міхневічы Гродзенская вобласць (radzima.org)